# Miłachowo (Kamień Pomorski)
Miłachowo  (deutsch Milchow) ist ein Dorf in der polnischen Woiwodschaft Westpommern. Es gehört zur Gmina Kamień Pomorski (Stadt- und Landgemeinde Cammin) im Powiat Kamieński (Camminer Kreis).

## Geographische Lage
Das Dorf liegt in Hinterpommern, östlich der Maade, eines mit dem Camminer Bodden verbundenen Nebengewässers des Pommerschen Haffs, etwa 62 Kilometer nördlich von Stettin, drei Kilometer südlich der Stadt Kamień Pomorski (Cammin) und sechs Kilometer nördlich des Dorfs Rekowo (Reckow).

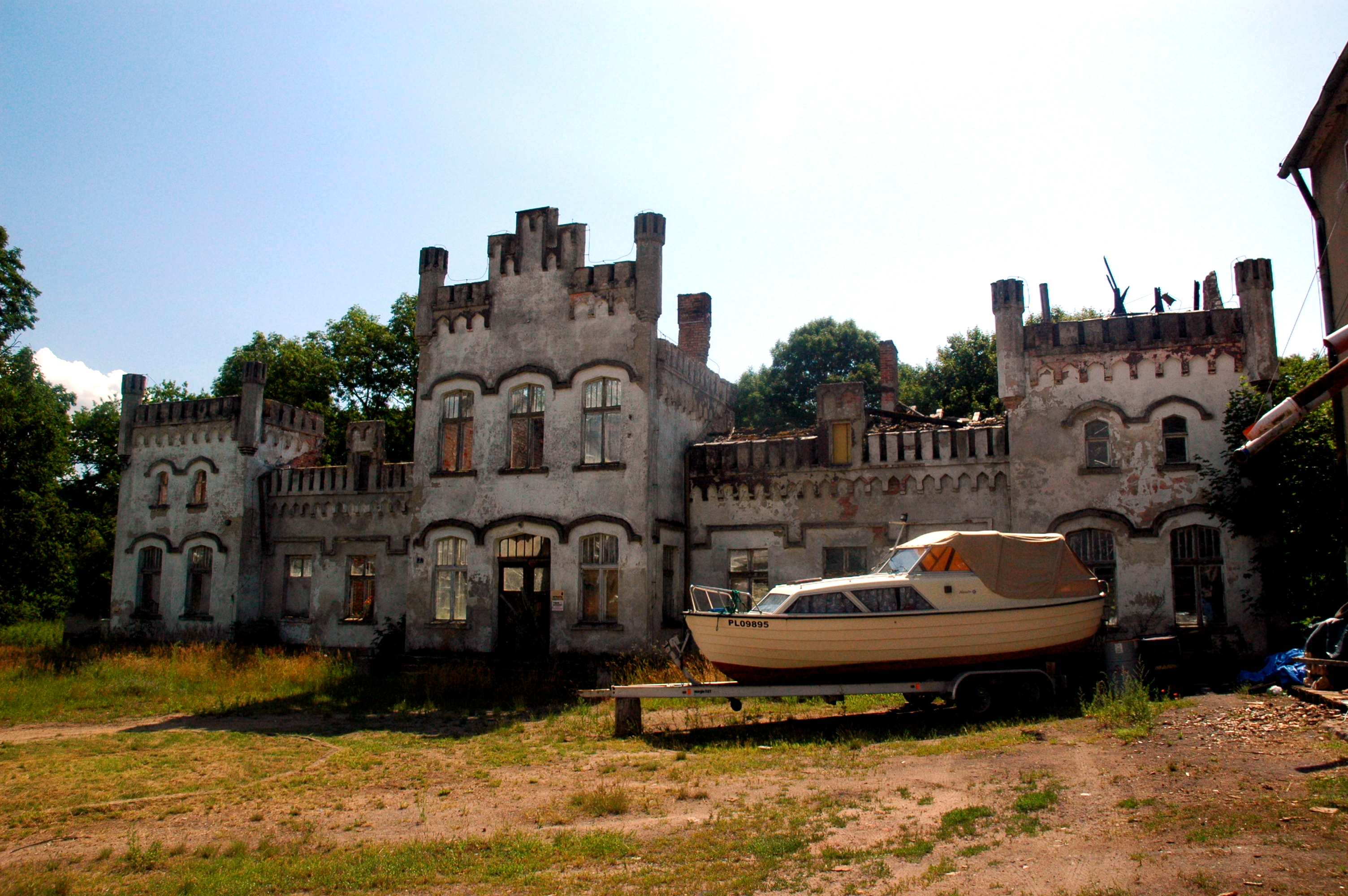
Ehemaliges Gutshaus Milchow (2023)

## Geschichte
Das Gut Milchow war neben Alt Tessin und Drammin eines der Hauptgüter der hinterpommerschen Familie von Parlow, die sich nach dem Ort Parlow benannte, erst im 15. Jahrhundert urkundlich in Erscheinung tritt und 1805 im Mannesstamm erlosch. Das Gut wurde ohne Rückkaufsvorbehalt verkauft und kam zunächst an Wilhelm Bogislav von Mellin als neues Lehen. Das am 22. Juni 1768 allodifizierte Gut gelangte am 25. Juli 1769 nach vorangegangenem Teilungsvergleich in den Besitz des Lieutenants Gotthilf Christian Curt von Mellin. Nach dessen Tod verkauften es 1804 seine drei Töchter nach zuvor eingeholter königlicher Genehmigung vom 7. Juli 1803 für 8000 Taler an den Eigentümer Christian Bölz.
In der Matrikel vom 19. April 1828 ist als Besitzer des Allodial-Ritterguts Milchow ein Dumstrey eingetragen. 1884 hatte das Rittergut Milchow eine Flächengröße von 255 Hektar, und es befand sich im Besitz der Familie Gerber. 1892 besaßen das Gut die Gerberschen Erben. 1896 befand sich das Gut weiterhin im Besitz der Familie Gerber.
Am 1. April 1927 hatte das Gut Milchow eine Flächengröße von 261 Hektar, und am 16. Juni 1925 hatte der Gutsbezirk 86 Einwohner. Der Gutsbezirk Milchow wurde am 30. Dezember 1927 in die Landgemeinde Jassow b. Cammin i. Pom. eingegliedert.
Bis 1945 bildete Milchow eine Wohnstätte in der Landgemeinde Jassow b. Cammin i. Pom. im Landkreis Cammin i. Pom. der preußischen Provinz Pommern des Deutschen Reichs. Die Gemeinde Jassow war dem Amtsbezirk Reckow zugeordnet, dem Milchow schon vor der Eingemeindung ebenfalls angehört hatte.
Gegen Ende des Zweiten Weltkriegs wurde die Region im Frühjahr 1945 von der Roten Armee besetzt. Nach Beendigung der Kampfhandlungen wurde Milchow zusammen mit Jassow und ganz Hinterpommern seitens der sowjetischen Besatzungsmacht der Volksrepublik Polen zur Verwaltung überlassen. Danach begann die Zuwanderung polnischer Zivilisten. Die Wohnstätte Milchow wurde unter der polonisierten Ortsbezeichnung ‚Miłachowo‘ verwaltet. In der Folgezeit wurde die einheimische Bevölkerung von der polnischen Administration aus Milchow, Jassow und dem Kreisgebiet vertrieben.

### Demographie
| Jahr | Einwohner | Anmerkungen |
| ---- | --------- | --- |
| 1782 | –         | adliges Gut mit einem Ackerwerk, drei Bauernstellen und zehn Feuerstellen (Haushaltungen), im Besitz des Lieutenants Gotthilf Christian Curt von Mellin |
| 1818 | 41        | Vorwerk |
| 1852 | 64        | Gut |
| 1864 | 78        | am 3. Dezember, Gutsbezirk |
| 1867 | 77        | am 3. Dezember, Gutsbezirk |
| 1871 | 88        | am 1. Dezember, Gutsbezirk (sämtlich Evangelische) |
| 1885 | 58        | am 1. Dezember, Gutsbezirk (sämtlich Evangelische) |
| 1890 | 65        | am 1. Dezember, Gutsbezirk |
| 1910 | 71        | am 1. Dezember, Gutsbezirk |
| 1925 | 86        | am 16. Juli, Gutsbezirk |

## Kirche
Die vor 1945 anwesende Dorfbevölkerung war mit seltenen Ausnahmefällen evangelisch und in Jassow eingepfarrt. Die Katholiken gehörten zum katholischen Kirchspiel Cammin i. Pom.
Die seit 1945 zugewanderten polnischen Migranten und deren Nachfahren sind größtenteils römisch-katholisch.